# 伊達宗広
伊達 宗広（だて むねひろ）は、明治時代から昭和時代初期の政治家。仙台藩一門第七席・宮床伊達家11代当主。宮城県黒川郡宮床村長。

## 生涯
安政5年（1858年）6月23日、宮床伊達家10代当主・伊達邦孚の子として誕生。文久2年（1862年）9月に父・邦孚が死去した際、宗広は幼少を理由に即時の家督相続を認められず、隠居していた祖父の宗賢が家督を代行した。
慶応4年（1868年）、戊辰戦争に敗れた仙台藩は減封され、宮床伊達家は所領を失い、家中も士族籍を得られなかったため、翌年に他の一門と共に北海道開拓を志願し、分領が割り当てられることになったが、現地調査の結果、同地の開拓は難しいと判断し、明治3年（1870年）11月27日、移住を諦めて家中全員を帰農させることにした。
明治32年（1899年）、宗広は宮床村長に就任した。昭和3年（1928年）12月8日死去。享年71。